# 島木健作
島木 健作（しまき けんさく、1903年9月7日 - 1945年8月17日）は、日本の小説家。本名は朝倉 菊雄（あさくら きくお）。高見順・中野重治・徳永直・林房雄らとともに、転向文学を代表する作家の1人。
農民運動に加わり、投獄され転向。この体験を元にした『癩』(1934年)を発表して注目された。『生活の探求』(1937年)は、当時の若者たちに多大な影響を与えた。遺作に『黒猫』(1945年)、『赤蛙』(1946年)などがある。

## 略歴

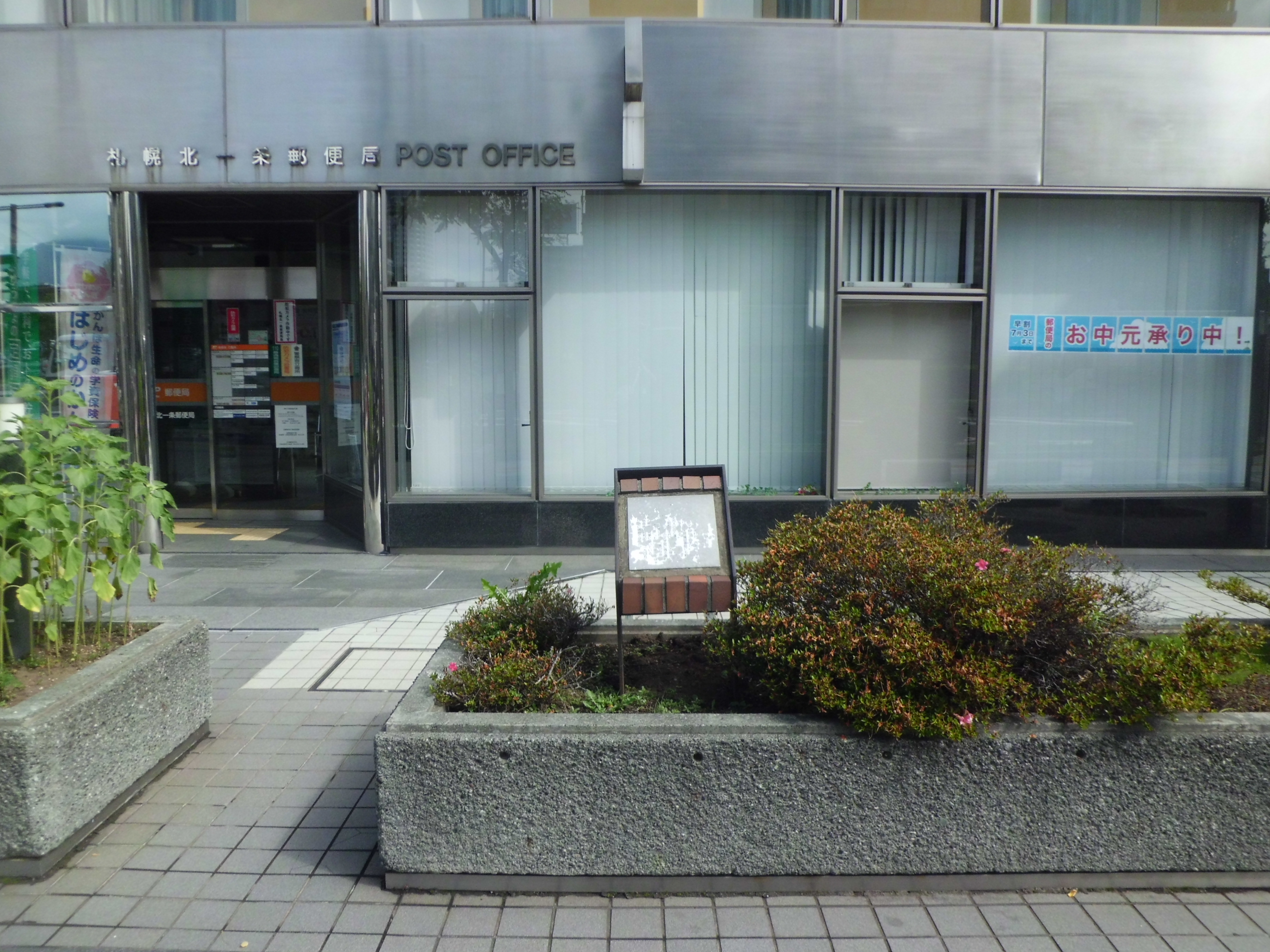
島木健作生誕地。札幌市中央区北1条西10丁目

現在の北海道札幌市中央区生まれ。2歳で父と死別、母に育てられる。家計を助けるために高等小学校を中退、銀行の給仕・玄関番などをしながら苦学した。
旧制北海中学校（現・北海高等学校）卒業。中学同期には横田庄八（北朝鮮拉致被害者である横田めぐみさんの祖父）がいた。その後北大図書館などの勤務を経て、1925年東北帝国大学法文学部の選科に入学。入学後間もなく東北学連に加盟、中心人物として仙台初の労働組合の結成にも携わる。翌年に大学を中退し、日本農民組合香川県連合会木田郡支部の有給書記として農民運動に参加する。翌1927年には肺結核に苦しみながら、最初の普通選挙による県会国会選挙の活動に従事、この頃日本共産党に入党したと推定される。しかし1928年の三・一五事件で検挙され、起訴後の翌1929年に転向の声明を行った。1930年3月に有罪の判決を受けて服役するが、肺結核の悪化に苦しみ病監から隔離病舎に移され1932年3月仮釈放となる。
東京本郷で古本屋「島崎書店」を営む実兄の家に落ち着き、正則英語学校（現在の正則学園高等学校）にも通い、少年時代から関心の深かった文学の世界に生きる決心をし、1934年転向問題を扱った処女作『癩（らい）』を「文学評論」4月号に発表し世評を呼ぶ。さらに『盲目』を「中央公論」に発表、短編集『獄』を出版して作家としての地位を確立した。1935年文芸懇話会の文学賞で、横光利一の『紋章』に次いで二位にあげられるが、松本学が左翼作家への授賞を拒否したため三位の室生犀星が繰り上がり受賞して、佐藤春夫が懇話会を脱退した。
1936年「文学界」同人。『癩』『盲目』に続いて転向問題に切り込んだ長編『再建』は発売禁止となったが、同じ1937年に発表した長編『生活の探求』は、知識階級の良心を守るものとして青年層を中心に多くの読者に迎えられベストセラーとなった。1937年以降、鎌倉に住む。1939年満州を旅行、優れたルポルタージュである『満州紀行』を出版。
1941年には徴用されたが、身体検査の結果返された。1942年以降は床にあることが多く、病をおして長編『礎』を1944年発表したが、翌1945年の敗戦の2日後、鎌倉の病院で肺結核のため、老母や夫人、川端康成・小林秀雄・高見順ら、多くの文人仲間・友人に看取られて世を去った。遺作として『土地』『赤蛙』『黒猫』などの作品が発表された。戒名は克文院純道義健居士。墓は鎌倉の浄智寺にある。
没後60年経った2005年8月、ゆかりの深い神奈川県の近代文学館で、「没後60年島木健作展」が開催された。
また、小説『赤蛙』の舞台になったと言われる、静岡県伊豆市修善寺温泉街の滝下橋の付近は、現在「赤蛙公園」という小公園になっており、蛍の名所としても知られている。

## 評価
島木は文学史上に於いては転向文学の代表作家とされており、（非転向の牙城である）左翼思想に大きな影響力があった1960年代までは、当人の転向問題と作品との関連に重点を置かれた評論が数多く発表された。また、転向の動機としていわゆる「解党派」との関係の有無が議論ともなってきた。左翼思想が完全に相対化された現在にあっては、そのような視点での作品論は少ないが、農民運動から外的強制によって作家となった、つまり「転向」が作家としての出発点となるという特異な経路を辿った島木の作品を、日中戦争から太平洋戦争に至った時代状況と重ねた上で考察することは今日も重要である。島木作品を新たな視点で読み解こうとする試みは早くから存在し、磯田光一は『比較転向論序説』（1968年）で、島木作品にワーズワースと共通する農本主義を見出した。また三島由紀夫は、「癩」を実存主義文学の先駆と評価し、花田清輝も「赤蛙」などの後期の短編に同様の傾向があることを指摘している。主要な作品論の著者としては、杉山平助・森山啓・中野重治・窪川鶴次郎・中村光夫・嶋田厚・小笠原克・橋川文三らの名前が挙げられ、近年では新保祐司・北村巌などがいる。

## 作品リスト
- 「癩」
- 「盲目」
- 『獄』（第一創作集）ナウカ社、1934 のち新潮文庫
- 『黎明』（第二創作集）改造社、1935
- 『三十年代』竹村書房 1936
- 『第一義』人民社 1936
- 「再建」
- 『生活の探求』河出書房、1937 のち新潮文庫、角川文庫
- 『続・生活の探求』河出書房、1938 のち角川文庫
- 『第一義の道』新潮社、1939
- 『随筆と小品』河出書房 1939
- 「嵐のなか」
- 『或る作家の手記』創元社、1940
- 『満州紀行』創元社、1940
- 『人間の復活』中央公論社、1940-1941
- 『運命の人』新潮社、1941
- 『地方生活』創元社 1941
- 『礎』新潮社、1944
- 『出発まで』新潮社 1946
- 「黒猫」
- 『赤蛙』のち角川文庫、新潮文庫
- 『土地』創元社、1947
- 『扇谷日記』文化評論社 1947
- 『島木健作全集』全14巻 創元社 1947-1952
- 『煙』新潮文庫 1949
- 『第一義の道・癩』角川文庫 1951
- 『島木健作作品集』全5巻 創元社 1953

※現在比較的入手可能な出版物には、以下のものがある
作品集
- 『島木健作全集』全15巻、国書刊行会 1976-1981
- 『満洲紀行』、大空社 (リバイバル<外地>文学選集) 2000
- 『第一義の道・赤蛙』、講談社文芸文庫 2006

アンソロジー
- 『日本の文学40 林房雄 武田麟太郎 島木健作』（中央公論社、1968年）。担当解説は三島由紀夫
- 『ことばの織物 : 昭和短篇珠玉選 第2集』、阿毛久芳他篇、蒼丘書林 1998 「黒猫」収録
- 『泣虫小僧・鰊漁場』、フロンティア文庫、風呂で読める文庫100選・62 2005 「鰊漁場」、「赤蛙」、「ジガ蜂」収録
- 『百年文庫 14 「本」』、ポプラ社 2010 「煙」収録
- 『小学生までに読んでおきたい文学 4 (たたかう話)』、松田哲夫篇、あすなろ書房 2013 「黒猫」収録
- 『書物愛 海外篇・日本篇』、紀田順一郎篇、創元ライブラリー 2014 「煙」収録
- 『にゃんそろじー』、中川翔子篇、新潮文庫 2014 「黒猫」収録
- 『だから猫は猫そのものではない』、吉田和明・新田準共篇、凱風社 2015 「黒猫」収録
- 『被差別小説傑作集』、塩見鮮一郎篇、河出文庫 2016 「黎明」収録 他